# Politrauma
Un politrauma è un trauma "che presenta una o più lesioni ad organi o apparati differenti con compromissione attuale o potenziale delle funzioni vitali". 
È una patologia sempre più comune che causa, secondo gli ultimi dati dell'Organizzazione mondiale della sanità, il secondo picco di mortalità nell'età compresa tra 5 e 30 anni.

## Soccorso
L'intervento corretto, tempestivo ed efficace del soccorso specifico permette di aumentare le probabilità di sopravvivenza dell'infortunato, riducendo il rischio di danni secondari.
Al fine di rendere standard le sequenze seguite dalle équipe che svolgono il soccorso, si suddivide in più fasi l'intera procedura. 
1. Fase preparatoria e di allarme - In questa fase le équipe sono responsabili della corretta preparazione dei mezzi e dei presidi che costituiscono la dotazione necessaria. La centrale operativa è responsabile, sulla base delle informazioni di cui viene in possesso, dell'allertamento dell'equipe più adeguata alle necessità.
2. Valutazione dello scenario e triage - All'arrivo ciascun soccorritore è responsabile della gestione della sicurezza e della valutazione del rischio. Rientrano negli obblighi previsti dalla legge l'individuazione di un responsabile e l'adozione dei dispositivi di protezione individuale che devono essere correttamente indossati ed in perfetta efficienza.
3. Controlli primari e secondari - Alle necessarie valutazioni delle funzioni vitali, corrispondono sempre le azioni previste dai protocolli di primo soccorso e di rianimazione e l'allertamento delle unità di soccorso avanzato (ALS). Detti controlli vengono mnemonicamente identificati con la sigla ABCDE.
4. Comunicazione con la centrale operativa - Durante questa fase, oltre alla selezione e all'assegnazione della destinazione, viene verificata l'opportunità di fare intervenire mezzi di trasporto alternativi o pianificare un rendez-vous con un'équipe ALS.
5. Trasporto con monitoraggio - Durante questa fase, oltre al continuo monitoraggio delle funzioni vitali del paziente, potranno essere fornite all'unità ospedaliera le informazioni sui parametri vitali e di tutte quelle che permettano di preparare la struttura ad accogliere e trattare un ferito grave.
6. Trattamento sanitario in ospedale.

Giunto in pronto soccorso il paziente politraumatizzato verrà sottoposto a tutti gli accertamenti che le linee guida per il trauma impongono. 
Vengono eseguiti in genere, valutazioni secondarie per il trauma, emogasanalisi, ed esami ematochimici con rilevazione del gruppo sanguigno. In seguito le indagini radiologiche.
In particolare le indagini radiologiche effettuate in un paziente politraumatizzato dipenderanno dal grado di stabilità emodinamica.
Se un paziente è stabile dal punto di vista emodinamico si potranno effettuare, oltre alle indagini di base E-FAST, RX del torace e del bacino, anche indagini TC total body sia senza che con mezzo di contrasto che possano evidenziare lesioni neurologiche ed ai grossi vasi. In sintesi le indagini diagnostiche radiologiche effettuate in un politrauma severo emodinamicamente stabile sono in genere:
- E-FAST
- RX torace-bacino
- TC cranio-rachide cervicale-torace-addome

Eventualmente possono essere eseguite indagini più approfondite come angiografie e risonanza magnetica; in particolare la RM viene eseguita alla colonna vertebrale se si sospettano lesioni mieliche (del midollo spinale), poiché la TC evidenzia la parte prettamente ossea della colonna e non è un’indagine utile per lo studio del midollo spinale. La RM può inoltre essere eseguita per lo studio della fossa cranica posteriore, ed in particolare per sottili ematomi, che non sono evidenziati in modo soddisfacente alla TC.
Le radiografie degli arti in genere vengono eseguite al termine degli esami sopra indicati. La RX del rachide cervicale non è utile per lo studio approfondito delle lesioni ossee, poiché non evidenzia bene le vertebre C1 e C2 e non sarebbe sufficiente per capire la sede della frattura vertebrale.
Se un paziente politraumatizzato è emodinamicamente instabile, ad esempio per emorragie esterne od interne (o entrambe) attive, non risolte dopo la somministrazione di cristalloidi, colloidi e/o plasma fresco congelato e sangue, il paziente non verrà sottoposto ad indagini TC, ma ad indagini base e successivamente verrà sottoposto ad intervento chirurgico atto a risolvere le complicanze causanti instabilità. Se un paziente arriva in PS instabile ma in seguito viene stabilizzato attraverso i presidi terapeutici, il trauma team potrebbe valutare se eseguire indagini più approfondite (come la TC).
In particolare, le indagini radiologiche eseguite in un paziente politraumatizzato instabile (che rimane instabile dopo terapia)in genere consistono in: 
- Ecografia (possibilmente non FAST)
- RX rachide cervicale-torace-bacino

Al termine di tutte le indagini, nel paziente stabile viene valutata la necessità di intervento chirurgico o vengono impostati per i giorni successivi possibili operazioni. 
Il paziente instabile viene portato in genere in sala operatoria al termine delle indagini di base e sarà sottoposto ad indagini più approfondite al termine della chirurgia ed eventualmente ad operazioni chirurgiche secondarie nei giorni successivi.